# إدوارد صموئيل سميث
إدوارد صموئيل سميث (بالإنجليزية: Edward Samuel Smith)‏ هو قاضي وضابط أمريكي، ولد في 27 مارس 1919 في برمنغهام في الولايات المتحدة، وتوفي بنفس المكان في 22 مارس 2001.